# Lista zdobywców nagrody Balzana
Lista laureatów Nagrody Balzana, jednej z najbardziej prestiżowych nagród akademickich na świecie. Fundacja International Balzan Prize przyznaje cztery doroczne nagrody pieniężne osobom lub organizacjom za wybitne osiągnięcia w dziedzinie humanistyki, nauk przyrodniczych, kultury i pokoju międzynarodowego. Nagrody przyznawane są w czterech obszarach tematycznych: „dwie w literaturze, w moralności nauki i sztuki” oraz „dwie w naukach fizycznych, matematycznych i przyrodniczych oraz medycynie”. Nagroda specjalna za Człowieczeństwo, Pokój i Braterstwo jest wręczana w odstępach co trzy lata lub rzadziej.

## 1960–1970
1961
- Fundacja Nobla (Szwecja) – Ludzkość, pokój i braterstwo między narodami

1962
- Andriej Kołmogorow (ZSRR) – Matematyka
- Karl von Frisch (Austria) – Biologia
- Paul Hindemith (Niemcy) – Muzyka
- Samuel Eliot Morison (Stany Zjednoczone) – Historia
- Papież Jan XXIII (Watykan) – Ludzkość, pokój i braterstwo między narodami

1978
- Matka Teresa z Kalkuty (Indie) – Ludzkość, pokój i braterstwo między narodami

1979
- Ernest Labrousse (Francja) i Giuseppe Tucci (Włochy) – Historia
- Jean Piaget (Szwajcaria) – Nauki społeczne i polityczne
- Torbjörn Caspersson (Szwecja) – Biologia

## Lata 80.
1980
- Enrico Bombieri (Włochy) – Matematyka
- Hasan Fathi (Egipt) – Architektura i urbanistyka
- Jorge Luis Borges (Argentyna) – Filologia, językoznawstwo i krytyka literacka

1981
- Dan McKenzie (Wielka Brytania), Drummond Matthews (Wielka Brytania) i Frederick Vine (Wielka Brytania) – Geologia i geofizyka
- Josef Pieper (Niemcy) – Filozofia
- Paul Reuter (Francja) – Międzynarodowe prawo publiczne

1982
- Jean-Baptiste Duroselle (Francja) – Nauki społeczne
- Kenneth Vivian Thimann (Wielka Brytania / Stany Zjednoczone) – Botanika
- Massimo Pallottino (Włochy) – Nauki o starożytności

1983
- Edward Shils (Stany Zjednoczone) – Socjologia
- Ernst Mayr (Niemcy / Stany Zjednoczone) – Zoologia
- Francesco Gabrieli (Włochy) – Orientalistyka

1984
- Jan Hendrik Oort (Holandia) – Astrofizyka
- Jean Starobinski (Szwajcaria) – Historia i krytyka literatury
- Sewall Wright (Stany Zjednoczone) – Genetyka

1985
- Ernst H. J. Gombrich (Austria / Wielka Brytania) – Historia sztuki zachodniej
- Jean-Pierre Serre (Francja) – Matematyka

1986
- Jean Rivero (Francja) – Podstawowe prawa człowieka
- Otto Neugebauer (Austria / Stany Zjednoczone) – Historia nauki
- Roger Revelle (Stany Zjednoczone) – Oceanografia / klimatologia
- Wysoki Komisarz Narodów Zjednoczonych ds. Uchodźców (UNHCR) – Ludzkość, pokój i braterstwo między narodami

1987
- Jerome Seymour Bruner (Stany Zjednoczone) – Psychologia człowieka
- Phillip V. Tobias (RPA) – Antropologia fizyczna
- Richard W. Southern (Wielka Brytania) – Historia średniowiecza

1988
- Michael Evenari (Izrael) i Otto Ludwig Lange (Niemcy) – Botanika stosowana
- René Étiemble (Francja) – Literatura porównawcza
- Shmuel Noah Eisenstadt (Izrael) – Socjologia

1989
- Emmanuel Lévinas (Francja / Litwa) – Filozofia
- Leo Pardi (Włochy) – Etologia
- Martin John Rees (Wielka Brytania) – Astrofizyka wysokich energii

## Lata 90.
1990
- James Freeman Gilbert (Stany Zjednoczone) – Geofizyka
- Pierre Lalive d'Epinay (Szwajcaria) – Prawo międzynarodowe
- Walter Burkert (Niemcy) – Studium starożytnego świata (obszar śródziemnomorski)

1991
- György Ligeti (Węgry / Austria) – Muzyka
- John Maynard Smith (Wielka Brytania) – Genetyka i ewolucja
- Vitorino Magalhães Godinho (Portugalia) – Historia: Powstanie Europy w XV i XVI wieku
- Abbé Pierre (Henri Grouèse) (Francja) – Ludzkość, pokój i braterstwo między narodami

1992
- Armand Borel (Szwajcaria) – Matematyka
- Ebrahim M. Samba (Gambia) – Medycyna zapobiegawcza
- Giovanni Macchia (Włochy) – Historia i krytyka literatury

1993
- Jean Leclant (Francja) – Sztuka i archeologia starożytnego świata
- Lothar Gall (Niemcy) – Historia: społeczeństwa XIX i XX wieku
- Wolfgang H. Berger (Niemcy / Stany Zjednoczone) – Paleontologia ze szczególnym uwzględnieniem oceanografii

1994
- Fred Hoyle (Wielka Brytania) i Martin Schwarzschild (Niemcy / Stany Zjednoczone) – Astrofizyka (ewolucja gwiazd)
- Norberto Bobbio (Włochy) – Prawo i nauki polityczne (rządy i demokracja)
- René Couteaux(inne języki) (Francja) – Biologia (struktura komórki ze szczególnym uwzględnieniem układu nerwowego)

1995
- Alan J. Heeger (Stany Zjednoczone) – Nauka o nowych materiałach niebiologicznych
- Carlo M. Cipolla (Włochy) – Historia gospodarcza
- Yves Bonnefoy (Francja) – Historia sztuki i krytyka sztuki (w odniesieniu do sztuki europejskiej od średniowiecza do naszych czasów)

1996
- Arno Borst (Niemcy) – Historia: kultury średniowieczne
- Arnt Eliassen (Norwegia) – Meteorologia
- Stanley Hoffmann (Austria / Stany Zjednoczone / Francja) – Politologia: współczesne stosunki międzynarodowe
- Międzynarodowy Komitet Czerwonego Krzyża (MKCK) – Ludzkość, pokój i braterstwo między narodami

1997
- Charles Coulston Gillispie (Stany Zjednoczone) – Historia i filozofia nauki
- Stanley Jeyaraja Tambiah (Sri Lanka / Stany Zjednoczone) – Nauki społeczne: antropologia społeczna
- Thomas Wilson Meade (Wielka Brytania) – Epidemiologia

1998
- Andrzej Walicki (Polska / Stany Zjednoczone) – Historia: historia kulturowa i społeczna świata słowiańskiego od czasów panowania Katarzyny Wielkiej do rewolucji rosyjskich 1917
- Harmon Craig (Stany Zjednoczone) – Geochemia
- Robert McCredie May (Wielka Brytania / Australia) – Bioróżnorodność

1999
- John Elliott (Wielka Brytania) – Historia 1500–1800
- Luigi Luca Cavalli-Sforza (Włochy / Stany Zjednoczone) – Nauka o ludzkim pochodzeniu
- Michaił Gromow (Rosja/Francja) – Matematyka
- Paul Ricoeur (Francja) – Filozofia

## 2000–2009
2000
- Ilkka Hanski (Finlandia) – Nauki ekologiczne
- Martin Litchfield West (Wielka Brytania) – Klasyczna starożytność
- Michael Stolleis (Niemcy) – Historia prawa od 1500 roku
- Michel GE Mayor (Szwajcaria) – Oprzyrządowanie i techniki w astronomii i astrofizyce
- Abdul Sattar Edhi (Pakistan) – Ludzkość, pokój i braterstwo między narodami

2001
- Claude Lorius (Francja) – Klimatologia
- James Sloss Ackerman (Stany Zjednoczone) – Historia architektury (w tym urbanistyka i projektowanie krajobrazu)
- Jean-Pierre Changeux (Francja) – Neuronauki poznawcze
- Marc Fumaroli (Francja) – Historia i krytyka literatury (po 1500)

2002
- Anthony Grafton (Stany Zjednoczone) – Historia nauk humanistycznych
- Dominique Schnapper (Francja) – Socjologia
- Walter J. Gehring (Szwajcaria) – Biologia rozwoju
- Xavier Le Pichon (Francja) – Geologia

2003
- Eric Hobsbawm (Wielka Brytania) – Historia Europy od 1900
- Reinhard Genzel (Niemcy) – Astronomia
- Serge Moscovici (Francja) – Psychologia społeczna
- Wen-Hsiung Li (Tajwan / Stany Zjednoczone) – Genetyka i ewolucja

2004
- Andrew Colin Renfrew (Wielka Brytania) – Archeologia prehistoryczna
- Michael Marmot (Wielka Brytania) – Epidemiologia
- Nikki R. Keddie (Stany Zjednoczone) – Świat islamski od końca XIX do końca XX wieku
- Pierre Deligne (Belgia) – Matematyka
- Wspólnota Sant'Egidio – Ludzkość, pokój i braterstwo między narodami

2005
- Lothar Ledderose (Niemcy) – Historia sztuki Azji
- Peter Hall (Wielka Brytania) – Historia społeczna i kulturalna miast od początku XVI wieku
- Peter R. Grant (Wielka Brytania) i Rosemary Grant (Stany Zjednoczone) – Biologia populacji
- Russell J. Hemley (Stany Zjednoczone) i Ho-Kwang Mao (Chiny) – Fizyka minerałów

2006
- Ludwig Finscher (Niemcy) – Historia muzyki zachodniej od 1600 roku
- Quentin Skinner (Wielka Brytania) – Myśl polityczna: historia i teoria
- Andrew Lange (Stany Zjednoczone) i Paolo de Bernardis (Włochy) – Astronomia i astrofizyka obserwacyjna
- Elliott M. Meyerowitz (Stany Zjednoczone) i Christopher R. Somerville (Kanada) – Genetyka molekularna roślin

2007
- Sumio Iijima (Japonia) – Nanonauka
- Bruce A. Beutler (Stany Zjednoczone) i Jules A. Hoffmann (Francja) – Odporność wrodzona
- Michel Zink (Francja) – Literatura europejska (1000 – 1500)
- Rosalyn Higgins (Wielka Brytania) – Prawo międzynarodowe od 1945 r.
- Karlheinz Böhm (Austria) – Ludzkość, pokój i braterstwo między narodami

2008
- Maurizio Calvesi (Włochy) – Sztuki wizualne od 1700
- Thomas Nagel (Serbia / Stany Zjednoczone) – Filozofia moralności
- Ian H. Frazer (Australia) – Medycyna prewencyjna, w tym szczepienia
- Wallace S. Broecker (Stany Zjednoczone) – Nauka o zmianach klimatu

2009
- Jaskinia Terence (Wielka Brytania) – Literatura od 1500
- Michael Grätzel (Niemcy / Szwajcaria) – Nauka o nowych materiałach
- Brenda Milner (Wielka Brytania / Kanada) – Neuronauki poznawcze
- Paolo Rossi Monti (Włochy) – Historia nauki

## 2010–2019
2010
- Manfred Brauneck (Niemcy) – Historia teatru we wszystkich jego aspektach
- Carlo Ginzburg (Włochy) – Historia Europy (1400 – 1700)
- Jacob Palis (Brazylia) – Matematyka
- Shinya Yamanaka (Japonia) – Komórki macierzyste: biologia i potencjalne zastosowania

2011
- Peter Brown (Irlandia) – Historia starożytna (świat grecko–rzymski)
- Bronisław Baczko (Polska) – Studia oświeceniowe
- Russell Scott Lande (Stany Zjednoczone / Wielka Brytania) – Biologia teoretyczna lub bioinformatyka
- Joseph Ivor Silk (Stany Zjednoczone / Wielka Brytania) – Wczesny Wszechświat (od czasów Plancka do pierwszych galaktyk)

2012
- Ronald Dworkin (Stany Zjednoczone) – Orzecznictwo
- Reinhard Strohm (Niemcy) – Muzykologia
- Kurt Lambeck (Australia) – nauka o Ziemi
- David Baulcombe (Wielka Brytania) – Epigenetyka

2013
- André Vauchez (Francja) – Historia średniowiecza
- Manuel Castells (Hiszpania) – Socjologia
- Alain Aspect (Francja) – Przetwarzanie informacji kwantowej i komunikacja
- Pascale Cossart (Francja) – Choroby zakaźne: podstawowe i kliniczne aspekty

2014
- Mario Torelli (Włochy) – Archeologia klasyczna
- Ian Hacking (Kanada) – Epistemologia i filozofia umysłu
- G. David Tilman (Stany Zjednoczone) – Podstawowa i/lub stosowana ekologia roślin
- Dennis Sullivan (Stany Zjednoczone) – Matematyka (czysta lub stosowana)
- Vivre en Famille (Francja) – Ludzkość, pokój i braterstwo między narodami

2015
- Hans Belting (Niemcy) – Historia sztuki europejskiej (1300–1700)
- Joel Mokyr (Holandia / Stany Zjednoczone / Izrael) – Historia gospodarcza
- Francis Halzen (Belgia / Stany Zjednoczone) – Fizyka astrocząstek, w tym obserwacja neutrin i promieniowania gamma
- David Karl (Stany Zjednoczone) – Oceanografia

2016
- Piero Boitani (Włochy) – Literatura porównawcza
- Reinhard Jahn (Niemcy) – Neuronauka molekularna i komórkowa, w tym aspekty neurodegeneracyjne i rozwojowe
- Federico Capasso (Włochy) – Fotonika stosowana
- Robert Keohane (Stany Zjednoczone) – Stosunki międzynarodowe: historia i teoria

2017
- Aleida Assmann (Niemcy) i Jan Assmann (Niemcy) – Pamięć zbiorowa
- Bina Agarwal (Indie / Wielka Brytania) – Gender Studies
- Robert D. Schreiber (Stany Zjednoczone) i James P. Allison (Stany Zjednoczone) – Podejścia immunologiczne w terapii raka
- Michaël Gillon (Belgia) – Układ planetarny Słońca i egzoplanety

2018
- Éva Kondorosi (Węgry / Francja) – Ekologia chemiczna
- Detlef Lohse (Niemcy) – Dynamika płynów
- Jürgen Osterhammel (Niemcy) – Historia globalna
- Marilyn Strathern (Wielka Brytania) – Antropologia społeczna
- Fundacja Terre des hommes (Szwajcaria) – Ludzkość, pokój i braterstwo między narodami

2019
- Jacques Aumont (Francja) – Studia filmowe
- Michael Cook (Stany Zjednoczone / Wielka Brytania) – Studia islamskie
- Luigi Ambrosio (Włochy) – Teoria równań różniczkowych cząstkowych
- Erika von Mutius, Klaus F. Rabe(inne języki), Werner Seeger(inne języki) i Tobias Welte(inne języki) (wszyscy: Niemcy) – Patofizjologia oddychania

## 2020–2023
2020
- Susan Trumbore (USA / Niemcy) – dynamika systemu Ziemi
- Jean-Marie Tarascon (Francja) – wyzwania środowiskowe: materiałoznawstwo dla energii odnawialnej
- Joan Martinez Alier (Hiszpania) – wyzwania środowiskowe: odpowiedzi z nauk społecznych i humanistycznych
- Antônio Augusto Cançado Trindade (Brazylia) – prawa człowieka

2021
- Saul Friedländer(inne języki) (Francja / USA) – studia nad Holokaustem i ludobójstwem
- Jeffrey I. Gordon (USA) – mikrobiom w zdrowiu i chorobie
- Alessandra Buonanno (Włochy / USA) i Thibault Damour (Francja) – grawitacja: aspekty fizyczne i astrofizyczne

2022
- Robert Langer (USA) – biomateriały w nanomedycynie i inżynierii tkankowej
- Martha Nussbaum (USA) – filozofia moralności
- Dorthe Dahl-Jensen (Dania) i Hans Oerlemans (Holandia) – dynamika zlodowacenia i pokrywy lodowej
- Philip Bohlman (USA) – etnomuzykologia

2023
- David Damrosch (USA) – literatura światowa

- Jean-Jacques Hublin (Francja) – ewolucja ludzkości: Paleoantropologia

- Eske Willerslev (Dania) – ewolucja ludzkości: Starożytne DNA i ewolucja człowieka

- Heino Falcke (Niemcy) – obrazy w wysokiej rozdzielczości: od obiektów planetarnych do kosmicznych[2]